# 仮名交じり文
仮名交じり文（かなまじりぶん）とは、漢字を主体としてこれに仮名を含めて書かれた文章。

## 概要
仮名交じり文の系統は2つ存在する。『万葉集』に代表される和文と、『日本書紀』に代表される漢文である。
当時の日本においては、主に公文書などで中国由来の漢文を用いて文章を作成した。漢文訓読というやり方で、元来の中国語でなく日本語で漢文を読む事が行われ、片仮名はそれを補助するために生み出された。助詞・助動詞・語尾などや漢字で表しにくい副詞などで片仮名表記が行われた。特に漢文訓読が必要とされていた経典などの訳注を施す際には、漢字よりも右側に寄せた小文字の片仮名で訓釈に用いる語句を施した。
一方で和文として、日本語の文章を漢文でなく日本語そのままで書くやり方も行われた。最初は万葉仮名を用いたが、やがて平仮名へと発展した。しかし、全てを平仮名で書くとかえって読み難い場合があるのと、大和言葉には該当する語彙が存在せず漢語の語彙を使わなくてはならない場合があり、主に名詞などで漢字が用いられた。なお、万葉仮名の段階で、本来の意味としての漢字と、万葉仮名を混ぜて書いた文章を、宣命体という。
院政期になると、その両者が融合した文章が書かれるようになる。物語文学などで、片仮名による仮名交じり文が用いられるようになった。その最初期の物語作品である『今昔物語集』においては、漢文訓読の影響で片仮名を右側に寄せて小さく記載していたが、後に仮名の位置や大きさも漢字と同じものとなった。さらに、当時から主に女性によって用いられていた平仮名による文章を、漢文を訓釈するのと同じ要領で片仮名に書き直したものや平仮名と片仮名を併用した文章など、古くからの漢文訓読と当時の口語の影響を受け、様々な形態の仮名交じり文が発生した。
和漢混淆文の成立によって、仮名交じり文のスタイルはほぼ完成された。基本的には和文の形式であるが、漢語の語彙を多数取り入れた文章である。従来の和文は、仮名を主体としてこれに漢字を含めて書かれた文章として仮名文と呼んで区別されたが、後世にはこうした区別は明確ではなくなった（『国史大辞典』）。当初は平家物語などの文学作品の記述に用いられたが、鎌倉幕府が和風化された漢文書式を用いるようになって以後、これに準じた形式として漢字と片仮名による仮名交じり文が公文書でも採用され、明治期の法令や普通文もこの形式が採用されており、例えば日本の現行の民法や刑法は、制定時にこの形式で書かれた。なお、口語においては日本語そのものに変化が見られたが、文語においては長らく中古日本語の文法が保持され、文語と口語の乖離が進んでいった。
明治時代より言文一致運動により、口語との乖離が著しくなった文語を、口語に準じた形に書き表すようになった。当初は文学作品が中心であったが、やがて新聞記事、公文書など採用範囲は広まっていき、戦後は日本国憲法も口語に準じた体裁で書かれた。戦前に制定された法律は長らく文語のままであったが、民法口語化・刑法口語化（平成7年5月12日法律第91号）の過程で修正が行われた。また、平仮名と片仮名の使い分けも、戦前は詔勅や法令や低学年の教科書に多く見られた、漢字と片仮名による仮名交じり文と共に、新聞記事や小説や高学年の教科書に多く見られた、漢字と平仮名による仮名交じり文も併用されたが、戦後は通常は漢字と平仮名による仮名交じり文に統一することとし、また従来通り漢語以外の外来語を片仮名で書く形式が採用され、官民ともに定着することになった。